# 王士則
王士则（?—?），唐朝将领，王武俊的儿子，王士真的弟弟，王士平异母兄。
建中三年（782年），王武俊国号赵，以恒州为真定府，命王士真留守兼元帅，以王士清司武尚书、王士则司文侍郎。其兄王士真死后，王承宗既立为节度使，不容叔父，王士则奔于京师，担任神策大将军。元和四年（809年）十月，唐宪宗进讨成德军，命令王武俊、王士真坟墓，军士不得樵采，王士平、王士则各守本官，令王士则各袭王武俊之封。元和十年（815年）六月，武元衡遇害，左神策将军王士则、王士平捕得张晏等十八人，说是王承宗所使，全部诛杀。王士则请移籍贯京兆府，裴度举荐王士则为邢州刺史，兼本州团练使，跟随昭义节度使郗士美讨伐王承宗。王怡是王武俊从子，为王承宗守南宫县，王士则招降他，事情泄露，王怡遇害；王怡子王元伯奔回，擢升为监察御史，诏赠王怡尚书左仆射。王士则不服郗士美节制，谒见郗士美，携带卫兵。属吏呵止，王士则言辞不能平。郗士美密奏，唐宪宗以张遵取代王士则。